# Andrés Lasso de la Vega y Quintanilla
Andrés Lasso de la Vega y Quintanilla (Sevilla, 1827-Carmona, 1900) fue un político, jurista y escritor español. Ostentó el título nobiliario de conde de Casa Galindo.

## Biografía
Nació el 5 de octubre de 1827 en Sevilla y su bautizo se celebró en la desaparecida parroquia de San Miguel. Poseía el título de conde de Casa Galindo. Estudió la carrera de Derecho en la Universidad de Sevilla, donde obtuvo el título de licenciado, y de allí se trasladó a la de Madrid, donde se doctoró en mayo de 1853, con la lectura del discurso titulado De las relaciones entre la Iglesia y el Estado. Tras el fin del bienio progresista el ministro de la Gobernación le nombró gobernador de Gerona.
En 1857 fue elegido diputado a Cortes por el distrito de Écija. En el Congreso defendió una enmienda al proyecto de ley de instrucción pública. En 1864 ingresó en el Senado por real decreto de 30 de diciembre, y por derecho propio en 1877.
Tras estallar la revolución de Septiembre de 1868, regresó a Sevilla, y desde allí ayudó a Cánovas en los trabajos preparatorios para proclamar rey de España a Alfonso XII, pero las autoridades lo vigilaron estrechamente, y decidieron detenerlo como sospechoso. Recluido aún, supo la noticia del pronunciamiento de Sagunto y pronto se vio libre y tomó el mando del gobierno de la provincia.
Fue presidente de la Academia de Bellas Artes de Sevilla y perteneció a la Real Academia de Buenas Letras de Sevilla. Era también caballero maestrante, y poseía varias grandes cruces. En los últimos años de su vida residió en Carmona, donde, habría escrito una Historia de la nobleza española. Falleció en Carmona el 24 de marzo de 1900.
La Academia de Bellas Artes honró su memoria colocando un retrato de suyo en la sala de sesiones de la Academia y una lápida conmemorativa a la entrada. Su viuda reunió algunos de sus trabajos, precedidos de una biografía redactada por el duque de Rivas, en la obra titulada Bosquejo biográfico del Excmo. Sr. Conde de Casa Galindo, por el Excmo. Sr. Duque de Rivas; publícalo con documentos y discursos literarios y políticos del Conde, la Excma. Sra. Condesa viuda de Casa Galindo, Marquesa de Cubas (Sevilla, 1902).